# Minisatelit
Minisatelit je sekcija DNK koja se sastoji od kratke serije baza 10-60 bp. Minisateliti se javljaju na više od 1.000 lokacija u humanom genomu. Neki minisateliti sadrže centralnu sekvencu sa nizom „GGGCAGGANG“ (gde N može da bude bilo koja baza) ili generalnije naklonost ka pojavi purina (adenozin (A) i guanin (G)) na jednom lancu i pirimidina (citozin (C) i timin (T)) na drugom. Po jednoj pretpostavki ovi regioni olakšavaju zamenu DNK između hromozoma. U alternativnim modelima, prisustvo susednih cis-delujućih mejotičkih dvolančanih prekida su primarni uzrok varijacija broja minisatelitnih ponavljanja. Pretpostavlja se da do somatskih promena dolazi usled replikacionih poteškoća (što može da obuhvata replikaciono proklizavanje, pred drugih fenomena). Kad do toga dođe, prave se greške koje uzrokuju minisatelite na preko 1000 lokacija u genomu jedne osobe da imaju neznatno različiti broj ponavljanja, što čini svaku osobu jedinstvenom. Najpromenljiviji minisatelitni lokus do sada opisan je CEB1 (D2S90).
Minisateliti se razlikuju od mikrosatelita (takozvanih kratkih tandemnih ponavljanja ili STR). STR-ovi su takođe ponavljajuće sekvence, ali su one obično 2-13 nukleotida dugačke. Termin minisatelit se često koristi na sinoniman način sa skraćenicom VNTR (engl. Variable number tandem repeat).